# Philipp Karl von Wylich und Lottum

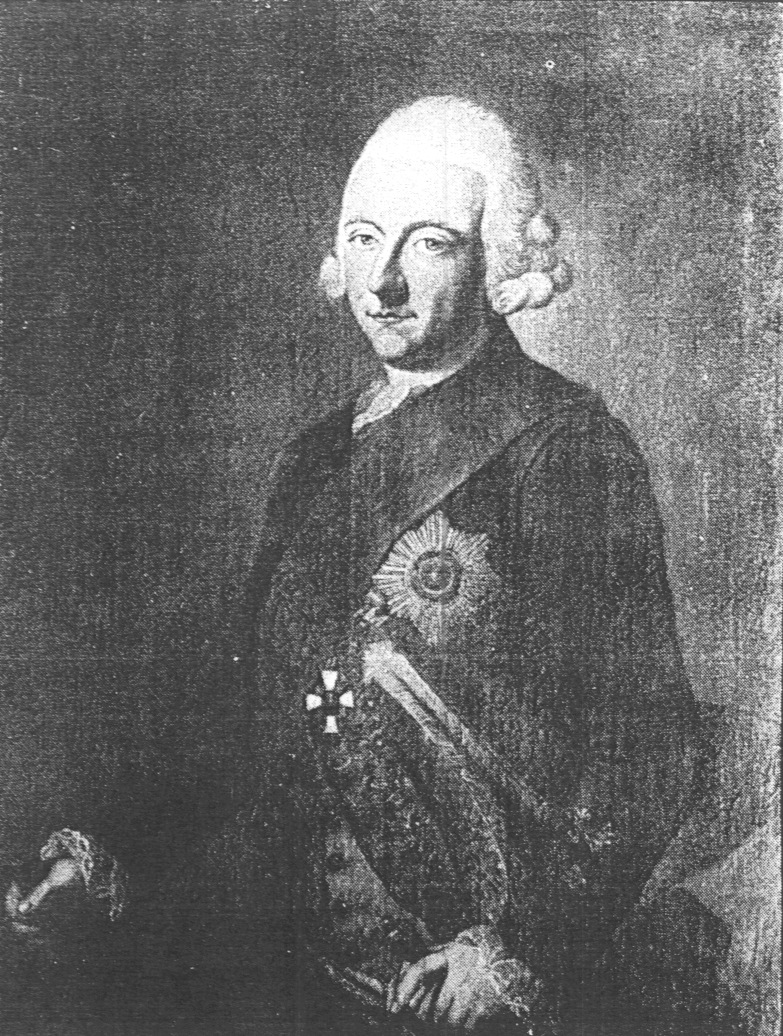
Philipp Karl von Wylich und Lottum

Philipp Karl Graf von Wylich und Lottum (* 27. August 1650 in Diersfordt; † 14. Februar 1719 in Wesel) war ein deutscher Adliger und Militär. Er war preußischer Generalfeldmarschall.

## Leben
Philipp Karl war der Sohn des Freiherrn Johann Sigismund von Wylich und Lottum (* 1609; † 25. Juni 1678) und Josina von Wittenhorst-Sonsfeld († 7. November 1677).
Er trat 1668 in holländische Dienste und kämpfte von 1672 bis 1679 im Holländischen Krieg gegen Frankreich. In dieser Zeit wurde er am 13. Dezember 1673 Leutnant bei der Kompanie des Oberstleutnants Joël, am 26. November 1674 Hauptmann, am 7. Juni 1677 Major und am 28. Oktober 1678 Oberstleutnant. Am 8. April 1687 erhielt er als Oberst ein eigenes Infanterie-Regiment.
Am 1. August wechselte er als Oberst in kurbrandenburgische Dienste und wurde dort Chef Infanterieregiment No. 15, dieses bestand zunächst nur aus französischen Flüchtlingen. Am 5. November desselben Jahres wurde er zum Generalmajor befördert, am 6. November zum Kommandanten von Wesel und am 1. September 1692 zum Gouverneur von Minden ernannt. In den Jahren 1691 bis 1693 war er am Feldzug in den Niederlanden gegen Frankreich beteiligt. Am 2. Juni 1694 wurde er Generalleutnant, am 15. Februar 1695 Oberhofmarschall und am 27. Mai 1698 Oberdirektor der Domänen. Vom Feldmarschall Hans Albrecht von Barfus übernahm er am 20. September 1698 das Gouverneursamt von Spandau. Am 17. Januar 1701 wurde er Ritter des Hohen Ordens zum Schwarzen Adler und zwei Tage später von Kaiser Leopold I. in den Reichsgrafenstand erhoben.
Am 20. September 1702 wurde Philipp Karl Graf von Wylich und Lottum Gouverneur von Wesel und am 6. November Oberbefehlshaber der preußischen Truppen in Holland. 1703 belagerte er Rheinberg und Geldern, wofür er am 5. Januar 1704 zum General der Infanterie befördert wurde, später Lille und Tournai. Er wurde am 18. April 1705 zum Obergouverneur der westfälischen Festungen ernannt, blieb aber Oberbefehlshaber der Feldarmee. Er nahm am 11. Juli 1708 und am 11. September 1709 an den Schlachten bei Oudenaarde und Malplaquet teil, bei denen die Franzosen besiegt wurden. Am 27. Februar 1713 ernannte ihn der neue König Friedrich Wilhelm I. zum Generalfeldmarschall und wirklichen Geheimen Kriegsrat.

## Familie
Seit dem 29. März 1679 war Philipp Karl von Wylich und Lottum mit Maria Dorothea von Schwerin (* 20. April 1662 in Königsberg (Preußen); † 19. Oktober 1695 in Berlin) verheiratet. Das Paar hatte folgende Kinder:
- Johann Christoph (1681–1727) ⚭ Hermine Alexandrine Freiin von Wittenhorst-Sonsfeld (* 4. September 1685; † 23. April 1745)
- Ludwig (1683–1729) ⚭ Ernestine Luise von Wylich
- Sophie Charlotte (* 1694; † 21. November 1771) ⚭ Karl Ludwig Truchseß von Waldburg-Capustigall (1685–1738)
- Luise Sophie Dorothea († 17. Februar 1748) ⚭ Ludwig Alexander Roeleman Freiherr Quadt von Wykradt († 14. März 1745)
- Sophie Albertine (* 1695; † 5. September 1723) ⚭ Wilhelm Albrecht Johann Carl Friedrich Freiherr Quadt von Wykradt (* 1696; † 1757)

1696 heiratete er ein weiteres Mal, Albertine Charlotte Freiin von Quadt Wickerad (auch Wykradt) zu Zoppenbruch verw. Gräfin Bylandt († 6. März 1752). Er hatte mit ihr weitere Kinder:
- Amalie ⚭ Karl Quadt von Wykradt und Isny
- Friedrich († 1735)
- Maria